# 顾松泉
顾松泉（1857年—1926年），字征锡，生于上海，祖籍浙江宁波。中国医药零售现代化的先驱。曾开设“中西药房”，是中国近代第一家西药零售行。

## 生平
早年进上海的教会学校，学习英文，故后来精通英文。十二岁，入上海大英医院，配方制剂。任药剂师多年后，积累了调制药剂的专业知识和经营药房的经验。当时中国只有外商开设的药房，高价垄断进口药物，而中国人无法进入此行业。
顾辞去大英医院药剂师职务，自己出资筹办药房。大清光绪十四年（1888年）农历六月初一日(7月9日)，顾与徐亦庄、程尧臣等人合资在上海创办当时中国第一家中国人自己开设的近代药房。顾亲自定名为“中西大药房”英文翻译作“Great China Dispensary”。中西药房草创之时，仅有几千元运转资金，但却已在报刊刊登列名药房出售的西药，共70种。因经营有方，中西药房的药物销路颇广，不久即获利，几年间顾氏便成闻名的大藥商。
光绪三十二年（1906年），中西药房改组成股份有限公司，成为中国首家股份制药房，并扩展业务，在上海外设立分店和联号，成为中国近代第一家连锁药房。顾氏将中西药房总店设在上海福州路313号，而工厂设在虹口东有恒路1193号，商标为“中西牌”。
民国十年(1921年)，顾经推举，任上海总商会会员，在商会中代表西药同业。顾在晚年多方投资，如曾办面粉厂，但均收益不佳。民国十二年（1933年）9月，顾氏家族将顾松泉一手创办的中西药房出售给后起之秀中法药房。而中法药房的老板是黄楚九。